# 박차근
박차근(1966년 7월 18일~)은 대한민국의 카누 선수로, 1988년 하계 올림픽에 참가했다.